# Elfquest (gioco di ruolo)
Elfquest è il gioco di ruolo ufficiale tratto dall'omonima serie di fumetti.
Il sistema di gioco è il Basic Roleplaying System già utilizzato per Runequest e Il richiamo di Cthulhu, basato sul dado percentuale (reso nel gioco da due d20 con 10 valori ripetuti due volte).

## Storia editoriale
Alla creazione del gioco collaborarono solo minimamente i coniugi Pini, che non avevano alcuna esperienza di gioco di ruolo. Lo sviluppo fu curato dallo staff della Chaosium. Le edizioni pubblicate furono:
- Elfquest (1984)
- The Elfquest Companion (1985)
- The Sea Elves (1985) In quest'espansione compaiono per la prima volta gli elfi marini fino ad allora inediti nel fumetto
- Elfwar (1987): un modulo con diverse avventura
- Elfquest seconda edizione (comprendente anche il Companion (1989))

La Ral Partha produsse delle miniature da 25 mm dedicate a Elfquest.

## Accoglienza
Murray Writtle ha recensito Elfquest per White Dwarf # 60, assegnandogli una valutazione complessiva di 9 su 10.
Elfquest non ha venduto così bene come sperava. Sandy Petersen, che ha collaborato allo sviluppo, sostiene che il principale problema fosse che Perrin era impegnato alla nuova edizione di RuneQuest ed Elfquest sia stato usato come "beta testing" per RuneQuest, pur avendo un'atmosfera e un target molto diversi.